# Plaatsvervangend karakter
Het plaatsvervangend karakter (␚) is een karakter dat gebruikt wordt in plaats van een ander teken. Dit teken kan ongeldig zijn, maar het is ook mogelijk dat dit teken gewoonweg niet kan worden weergegeven.
In de ASCII en de Unicode tekensets wordt dit karakter vertaald naar het nummer 26 (hex 1A). Standaard toetsenborden geven deze code door wanneer de Control-toets en de Z-toets tegelijk worden ingedrukt (Ctrl+Z).

## Toepassingen
In MS-DOS wordt dit teken gebruikt om een eind van een bestand of gebruikerinvoer aan te duiden in een interactief command line venster. Dit gedrag werd geleend van het eerdere CP/M besturingssysteem.
In Unix-gebaseerde besturingssystemen wordt dit teken meestal gebruikt om het huidige uitgevoerde proces te staken. Het gestaakte proces kan vervolgens worden voortgezet in de voorgrond (interactieve) modus, in de achtergrond of zelfs worden beëindigd.
Het Unicode veiligheidsoverwegingen verslag suggereert dit teken als een veilige vervanging voor tekens die tijdens een conversie naar een andere tekenset niet  aanwezig zijn.